# Estação Ain Helwan
Ain Helwan (em árabe:  عين حلوان) faz parte da Linha 1 do metro do Cairo localizada no distrito do Cairo. Foi inaugurada em 1987 quando entrou em operação o Metro do Cairo. O sistema de metrô do Egito é um dos mais antigos do Oriente Médio e da África e é um dos meios de transporte público mais usados e acessíveis do Egito. Esta estação foi uma das primeiras a entrar em operação no Egito e no continente africano.

## Arredores

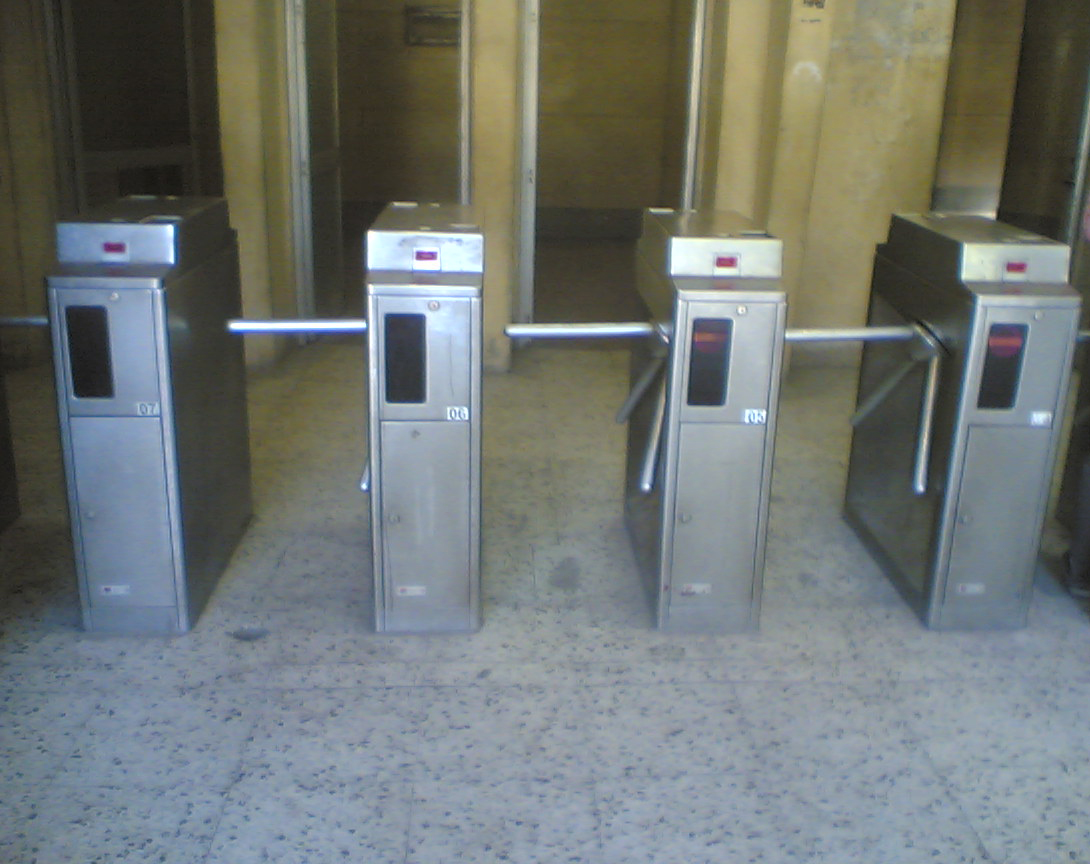
Catracas de acesso do Metro do Cairo.

A poucos metros da estação está localizado o Museu de Cera de Helwan, voltado principalmente para figuras do Egito Antigo. Também próximo na direção nordeste ficam os banhos com águas sulforosas de Ain Helwan, local público e gratuito.